# Charles Bell Birch
Charles Bell Birch (Brixton, 28 september 1832 – Londen, 16 oktober 1893)
was een Brits beeldhouwer.

## Leven en werk
Birch studeerde aan de Somerset House School of Design en vervolgens aan de Academie in Berlijn (1846-1852). Terug in Engeland werd hij assistent van beeldhouwer John Henry Foley. Vanaf 1855 studeerde hij aan de Londense Royal Academy of Arts. In 1880 werd hij benoemd tot Associate member of the Royal Academy (A.M.A.). Van 1852 tot aan zijn dood exposeerde hij bijna jaarlijks bij de Royal Academy. Hij was leraar van onder meer Adrian Jones en Horace Montford.

## Werken (selectie)
- griffioen (1880), Londen
- standbeeld van Walter Hamilton (rond 1880) in Dublin
- standbeeld van Benjamin Disraeli (1883) in Liverpool
- standbeeld van George Brown (1884) in Toronto
- fontein (1889) in de botanische tuin van Sydney[4]
- standbeeld van koningin Victoria (1896) in Londen

## Galerij

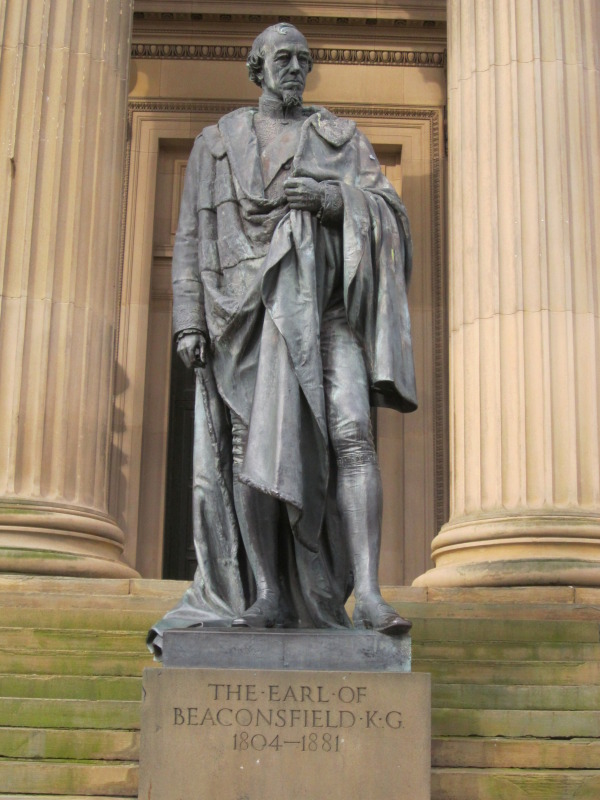
Earl of Beaconsfield (1883)
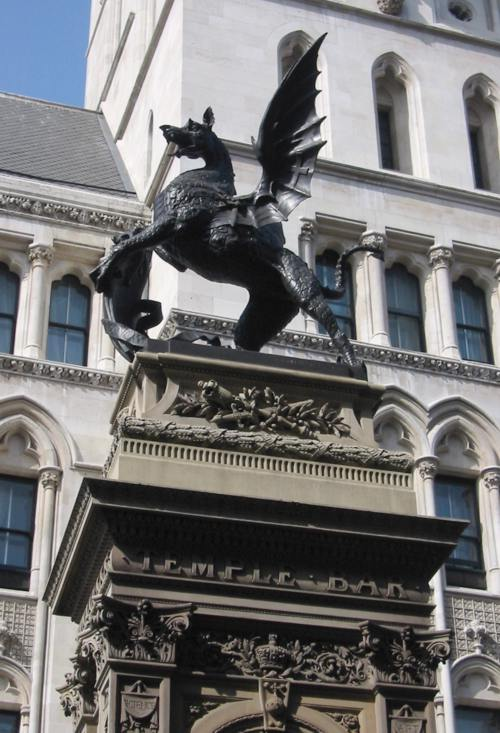
Griffioen (1880)
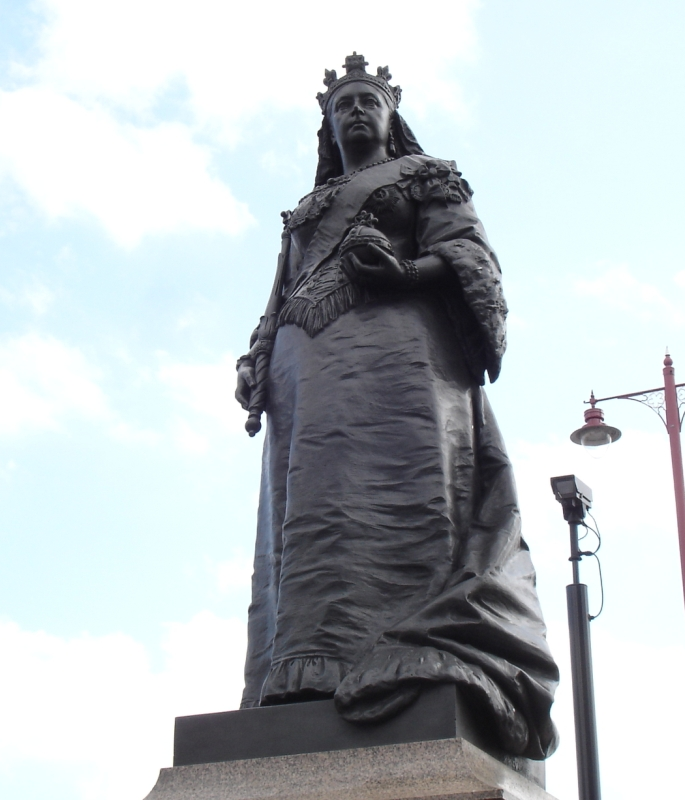
Koningin Victoria (1896)

- Dictionary of Australian Artists: c-b-birch
- Gemeinsame Normdatei: 1114767913
- International Standard Name Identifier: 0000 0000 6697 3471
- Library of Congress Control Number: no2006098044
- Nationale bibliotheek van Australië: 35662639
- Nationale Bibliotheek van Israël: 987007258732105171
- RKD-Nederlands Instituut voor Kunstgeschiedenis: 8535
- SNAC: w62v2mgj
- Museum of New Zealand Te Papa Tongarewa: 26031
- Trove: 1031849
- Union List of Artist Names: 500000265
- Virtual International Authority File: 16984505
- WorldCat: E39PBJvCMjVQcpcVG8gjxfp3wC